# Zinowij Żadnow
Zinowij Jakowlewicz Żadnow (ros. Зиновий Яковлевич Жаднов, ur. w październiku 1904 we wsi Sosnowka w guberni niżnonowogrodzkiej, zm. 28 sierpnia 1938 w Kommunarce) – radziecki działacz partyjny.

## Życiorys
W 1924 został członkiem RKP(b), od marca do czerwca 1924 był sekretarzem odpowiedzialnym gminnego komitetu Komsomołu, a od czerwca 1924 do marca 1925 Komitetu Powiatowego Komsomołu w Łukojanowie, od marca 1925 do maja 1927 kierował Komitetem Powiatowym Komsomołu w Niżnym Nowogrodzie, później do stycznia 1929 był instruktorem gubernialnej rady związków zawodowych w Niżnym Nowogrodzie. Później był sekretarzem kolejno dwóch partyjnych komitetów zakładowych w Niżnym Nowogrodzie, od sierpnia 1930 do marca 1931 był zastępcą kierownika Niżnonowogrodzkiego Krajowego Oddziału Edukacji Narodowej, a od marca do listopada 1931 kierownikiem sektora kultury Niżnonowogrodzkiego Krajowego Komitetu WKP(b). Od listopada 1931 do marca 1934 był zastępcą kierownika Wydziału Kadr Niżnonowogrodzkiego/Gorkowskiego Komitetu Krajowego WKP(b), od kwietnia 1934 do lutego 1935 zastępcą kierownika Wydziału Przemysłowo-Transportowego Gorkowskiego Komitetu Krajowego WKP(b), od lutego 1935 do listopada 1937 kierownikiem Wydziału Handlu Radzieckiego tego komitetu, a od listopada 1937 do 20 maja 1938 p.o. I sekretarza Maryjskiego Komitetu Obwodowego WKP(b).
11 maja 1938 został aresztowany podczas wielkiego terroru, 28 sierpnia 1938 skazany na śmierć przez Wojskowe Kolegium Sądu Najwyższego ZSRR pod zarzutem udziału w kontrrewolucyjnej organizacji terrorystycznej i rozstrzelany. 28 kwietnia 1956 pośmiertnie go zrehabilitowano.